# Crocidura caspica
Crocidura caspica är en däggdjursart som beskrevs av Thomas 1907. Crocidura caspica ingår i släktet Crocidura och familjen näbbmöss. IUCN kategoriserar arten globalt som otillräckligt studerad. Inga underarter finns listade i Catalogue of Life.
Denna näbbmus förekommer i Azerbajdzjan och Iran sydväst om Kaspiska havet. Det är nästan inget känt om val av habitat eller levnadssätt.